# Cyclops lacinulatus
Cyclops lacinulatus is een eenoogkreeftjessoort uit de familie van de Cyclopidae. De wetenschappelijke naam van de soort werd in 1776 voor het eerst geldig gepubliceerd in door Otto Friedrich Müller.